# Ramm (baltisches Adelsgeschlecht)

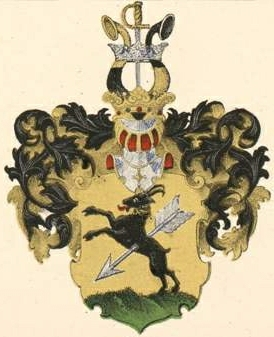
Wappen derer von Ramm im Baltischen Wappenbuch

Ramm ist der Name eines schwedisch-estländischen Adelsgeschlechts.
Die 1624 geadelte Familie ist mit den preußischen von Ramm weder stamm- noch wappenverwandt. Für das wappenverschiedene westfälisch-baltische Adelsgeschlecht Ramm wird dagegen eine Stammesverwandtschaft angenommen.

## Geschichte
Das Geschlecht war in Riga ratsgesessenen Familie, die dort seit 1463 urkundlich in Erscheinung trat. Die Stammreihe beginnt mit Matheus Ramm, der am 21. Juli 1463 vom Rigaer Domkapitel die Fähre über die Aa verlehnt bekam. Die Familie stellte über Generationen den Münzmeister Rigas. Der Bürgermeister von Riga Thomas Ramm († 1631) wurde am 28. August 1624 in den schwedischen Adelsstand erhoben. Am 10. Juni wurde 1746 wurde die Familie in die Estländische Ritterschaft immatrikuliert. Das Stammgut Padis war von 1622 (Verlehnung) bis 1919 (Enteignung) durchgängig bei der Familie.
historischer Gutsbesitz

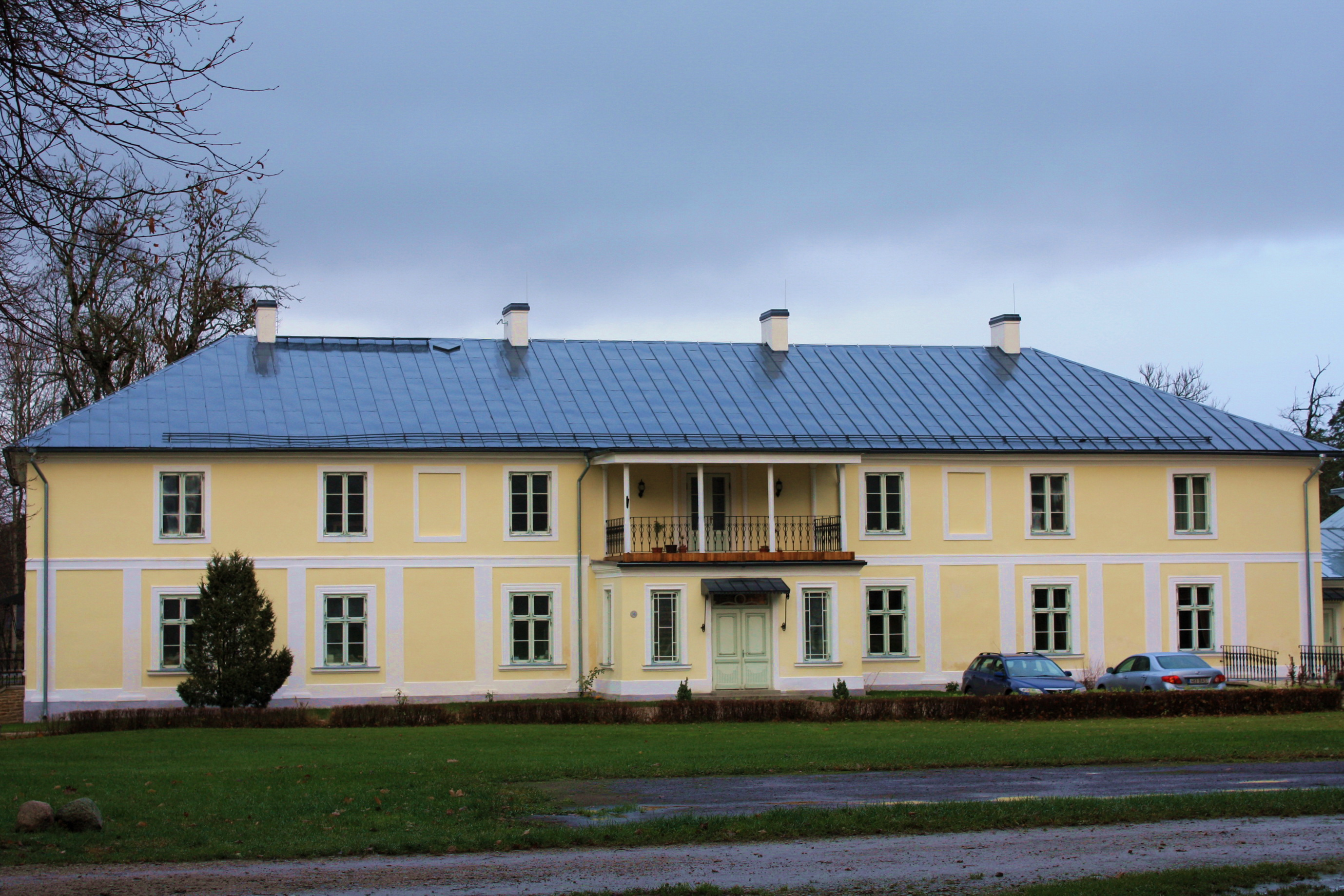
Herrenhaus Padis (2010)

- im Gouvernement Estland: Addila (1907–1911), Hattoküll (1792–1919), Padis-Kloster (1624–1919), Kerwel (1865–1879), Leetz (1800–1867), Niens (1856–1875), Ochtel (1848–1865), Pallas (1818/1821–1867),[3] Hohenheim (1865–1879), Sallentack (1899–1917), Groẞ-Lechtigall (1856–1875), Neuhof (1909–1911), Wallküll (1877–1919), Wassalem (1825–1874), Wichterpal (1624–1892) und Uxnurm (1846–1853)
- im Gouvernement Livland: Hilchensfähr (1463–1599), Kipsal (1463–1590ff) und Rammenhof (1590–1621)

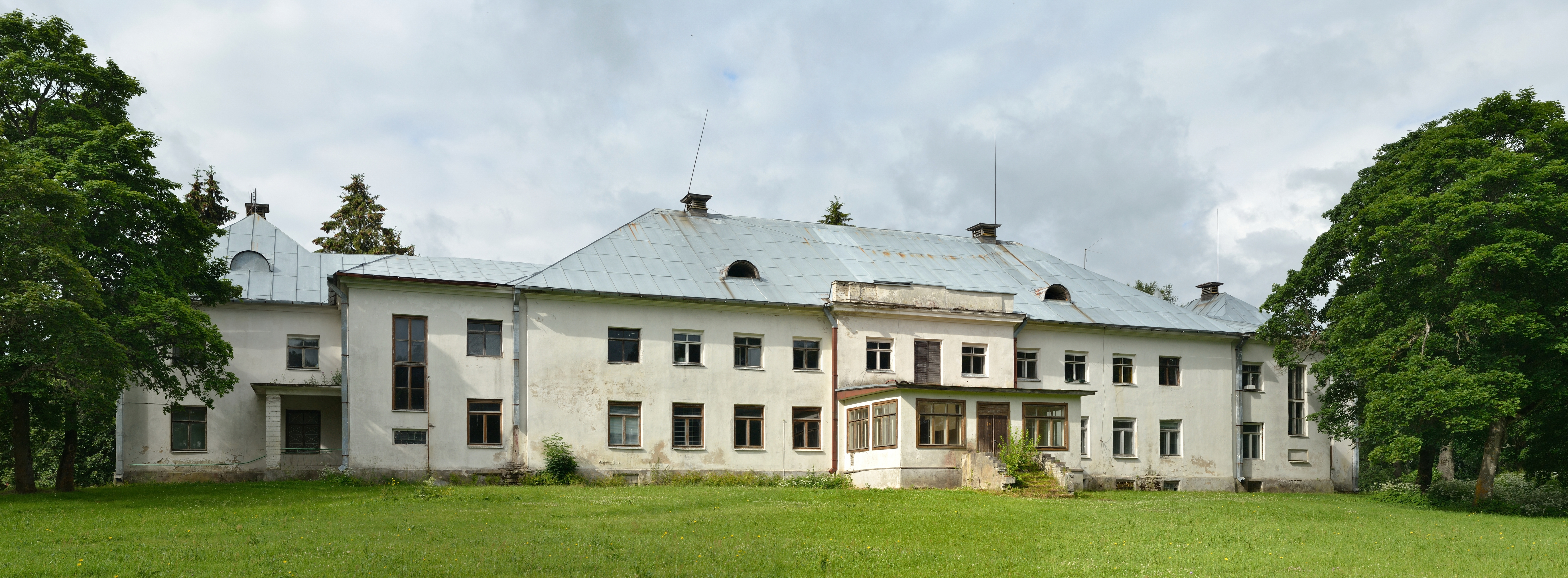
Herrenhaus Wallküll (2012)

## Angehörige
- Thomas von Ramm († 1631), Bürgermeister von Riga und Vizepräsident des Hofgerichts in Dorpat
- Clas von Ramm (1784–1840), estl. Landrat[4]
- Karl Thomas Ernst von Ramm (1803–1865), russischer Generalmajor[5]
- Clas von Ramm (1864–1920), auf Padis[6] u. Kurks; Genealoge, estl. Landrat[7]
- Andrea von Ramm (1928–1999), Künstlerin
- Olaf von Ramm (* 1943), Bio-Mediziner Univ. Durham (U.S.A.), Dr. med., Prof., Dipl.-Ing. Engschlischsprachige Wikipedia

## Wappen
Das Wappen (1624) zeigt in Gold auf grünem Hügel ein aufgerichteter schwarzer Steinbock, dessen Hals von einer goldenen Blätterkrone umschlossen und dessen Brust von einem schrägaufrechten silbernen Pfeil durchbohrt ist. Auf dem gekrönten Helm mit schwarz-goldenen Decken zwischen zwei oben durch eine goldene Blätterkrone zusammengehaltene gold-schwarz übereck geteilte Büffelhörner, ein durch die Krone gestecktes, gold begrifftes gestürztes Schwert.

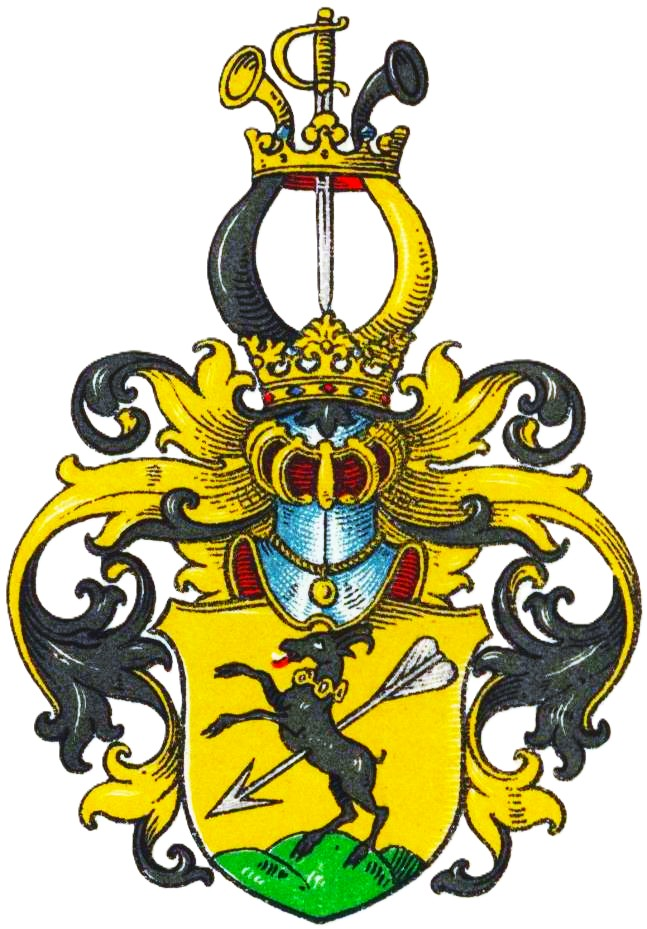
Wappen derer von Ramm im Wappenbuch des Westfälischen Adels
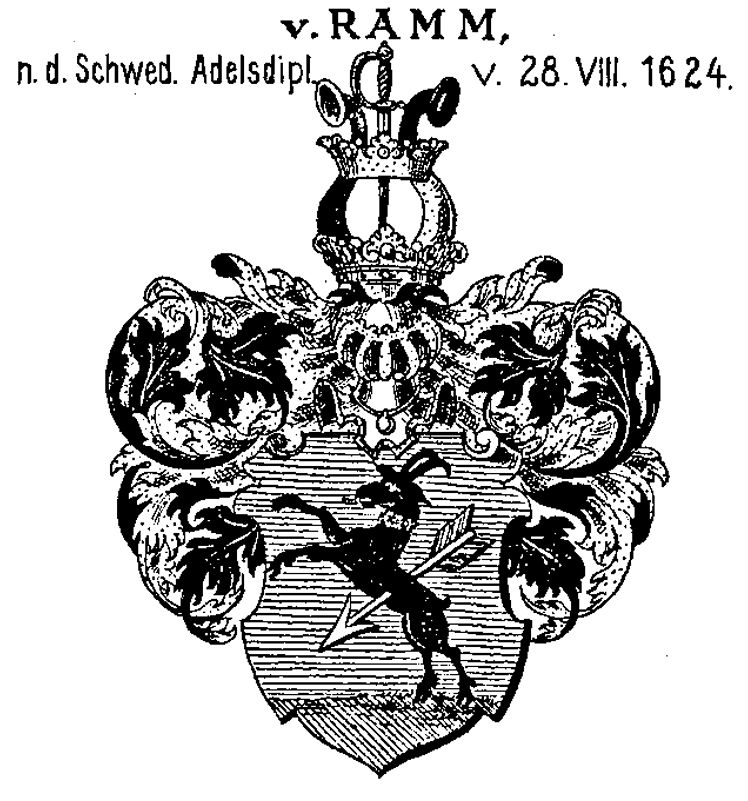
Wappen derer von Ramm in Siebmachers Wappenbuch